# غمضاء
غمضاء تنطق بغمضه أو غمضاء وهي بلدة تابعة لولاية بخا في محافظة مسندم في سلطنة عمان.
يسكن بلدة غمضاء  بنو هدية من الشحوح والظهوريين وتقع على ساحل الخليج العربي وتنقسم إلى عدة أقسام ومناطق منها الصروم وهي المنطقة القريبة من الشاطئ ومنطقة الحارة ومنطقة الداري ومنطقة الحلة الداخلية (الراس) ومنطقة السويته والقفيد ومنطقة وعب اللف والجدة وفوفله ومنطقة خب البطح والجدة القديمة حيث تضم منطقة الجدة القديمة بيوت اثر إلى ما قبل 500 سنه وتشتهر غمضه بمائها العذب وكثرة النخيل وهوائها النقي وقد خلط أبناؤها حياتهم بين حيث عاشو على أسلوب حياتين كالحياة الجبلية وما تحويها من طرق وأساليب العيش ومن حياة البحر وما تحويه من طرق واساليب العيش كما عاشو على حياة الترحال حيث ترا مقياضهم بالصيف في منطقة الداري والعوان والصروم والشتاء يرجعون إلى الداخل في منطقة الحلة والراس التي تقطن غمضاء إلى عدة مناطق من مناطق رؤوس الجبال.